# Semilavorati plastici
I semilavorati plastici sono analoghi ai semilavorati ferrosi o metallici, ma sono realizzati con polimeri invece che con metalli.
I semilavorati plastici nella stragrande maggioranza dei casi non hanno un utilizzo diretto per un'applicazione, ma devono essere rilavorati per realizzare un pezzo finito.
I semilavorati plastici possono essere lavorati successivamente con diversi metodi, come:
- piegatura
- lavorazione meccanica da lastra
- tornitura
- tranciatura
- termoformatura

## Storia
I semilavorati plastici nascono poco dopo la seconda guerra mondiale quasi contemporaneamente negli Stati Uniti e in Germania per superare alcune limitazioni dei polimeri tradizionali e della possibilità di trasformarli attraverso stampaggio ad iniezione.
Negli Stati Uniti nasce la "colatura" del nylon (grazie alla sovracapacità produttiva di Caprolattame, che era stato usato per la realizzazione di paracadute).
Quasi contemporaneamente in Germania nasce lo stampaggio a compressione del polietilene ultra alto peso molecolare (UHMW-PE). Questo polimero nasce da un utilizzo molto lungo della catalisi Ziegler Natta, ma non ha punto di fusione, pertanto può solo essere trasformato per sinterizzazione. La prima azienda che realizza questo processo esiste e opera ancora oggi nel nord della Germania.
Oggi sono commercialmente disponibili semilavorati di quasi ogni polimero, in pressoché tutte le forme e dimensioni che si possono immaginare.

## Applicazioni di utilizzo dei semilavorati plastici
I semilavorati trovano utilizzo in moltissime applicazioni, dal settore alimentare a quello della carta o medicale, fino al settore delle costruzioni o aeronautico.
I semilavorati di polimeri tecnici vengono molto spesso utilizzati per minimizzare attrito e usura di due corpi che sfregano.
Il motivo per cui un'applicazione viene realizzata partendo da semilavorati invece che stampando il materiale è quasi sempre dipendente da uno o più dei 3 fattori seguenti:
- numero di pezzi troppo esiguo per giustificare i costi fissi di uno stampo
- dimensioni del pezzo da realizzare troppo grandi per lo stampaggio
- utilizzo di un materiale che non fonde facilmente, pertanto partire da semilavorato è spesso l'unica possibilità o è vantaggioso.

## Produzione dei semilavorati plastici
Esistono diversi metodi produttivi per l'ottenimento di semilavorati, che riassumiamo in questa tabella:
| Metodo di trasformazione  | Semilavorato tipico ottenibile      | Materiali normalmente trasformati         | Vantaggi                                            | Svantaggi                                                |
| ------------------------- | ----------------------------------- | ----------------------------------------- | --------------------------------------------------- | -------------------------------------------------------- |
| Estrusione                | Lastre/barre/tubi                   | Tutti i termoplastici                     | Basso costo di trasformazione                       | Bassa flessibilità su cambio materiale o dimensione      |
| Calandratura              | Lastre di basso spessore            | Tutti i termoplastici                     | Alta produttività e livello qualitativo             | Bassissima flessibilità su cambio materiale o dimensione |
| Pressatura                | Lastre di vari spessori             | Principalmente termoplastici non fusibili | Medio/Bassa produttività e livello qualitativo      | Altissima flessibilità su cambio materiale o spessore    |
| Stampaggio a compressione | Lastre o manicotti di bassa altezza | Termoplastici e termoindurenti            | Bassa flessibilità su cambio materiale o dimensione | Alto costo di trasformazione                             |
| Colatura                  | Lastre/barre/tubi e forme diverse   | Principalmente poliammidi e metacrilici   | Grandi dimensioni possibili                         | Processo relativamente complesso                         |
| Soffiatura                | Film di basso spessore              | Quasi tutti i termoplastici               | film sottili facilmente producibili a bassi costi   | Processo molto poco flessibile                           |
| Centrifuga                | Tubi                                | Quasi tutti i termoplastici               | Buona flessibilità produttiva                       | Bassa precisione dimensionale possibile                  |

## Esempi di semilavorati plastici
I semilavorati sono disponibili nelle seguenti forme fisiche:
- Barre tonde, normalmente trasformate in tornitura;
- Lastre piane, normalmente utilizzate come base per lavorazioni a 3 o 5 assi;
- Barre forate, normalmente utilizzate per realizzare boccole o ingranaggi, attraverso tornitura;
- Foglie sottili, normalmente trasformate attraverso tranciatura, per realizzare guarnizioni o particolari similari;
- Blocchi colati, normalmente utilizzati per realizzare particolari di grande spessore attraverso lavorazione meccanica.

## Classificazione dei semilavorati plastici
Normalmente i semilavorati plastici si classificano in base alla temperatura massima che possono sopportare, e si distinguono tra amorfi (che normalmente sono trasparenti, con poche eccezioni) e semicristallini, che sono sempre opachi.
I materiali amorfi sono normalmente meno resistenti chimicamente, hanno maggiore resistenza all'urto e minore resistenza all'abrasione, mentre i semicristallini hanno normalmente maggiore resistenza chimica, migliore resistenza all'attrito e all'abrasione ma possono risultare più fragili.